# Gohia isolata
Gohia isolata är en spindelart som beskrevs av Forster 1970. Gohia isolata ingår i släktet Gohia och familjen Desidae. Inga underarter finns listade i Catalogue of Life.